# Aleochara pacifica
Aleochara pacifica är en skalbaggsart som först beskrevs av Thomas Casey 1894.  Aleochara pacifica ingår i släktet Aleochara och familjen kortvingar. Inga underarter finns listade i Catalogue of Life.